# Virginia Slims of Chicago 1993
Virginia Slims of Chicago 1993 — жіночий тенісний турнір, що проходив на закритих кортах з килимовим покриттям UIC Pavilion у Чикаго (штат Іллінойс, США). Належав до турнірів 2-ї категорії в рамках Туру WTA 1993. Тривав з 8 до 14 лютого 1993 року. Перша сіяна Моніка Селеш здобула титул в одиночному розряді й отримала 75 тис. доларів США.

## Фінальна частина

### Одиночний розряд
Моніка Селеш —  Мартіна Навратілова 3–6, 6–2, 6–1
- Для Селеш це був 2-й титул в одиночному розряді за рік і 32-й — за кар'єру.

### Парний розряд
Катріна Адамс /  Зіна Гаррісон-Джексон —  Емі Фрейзер /  Кімберлі По 7–6(9–7), 6–3

## Розподіл призових грошей
| Дисципліна       | П       | Ф       | ПФ      | ЧФ     | 1/8    | 1/16   |
| Одиночний розряд | $75,000 | $33,750 | $16,875 | $9,000 | $4,750 | $2,525 |
| Парний розряд *  | $22,500 | $11,250 | $7,500  | $3,750 | $1,875 | –      |

* на пару